# آلوار، ارمنستان
آلوار (به ارمنی: Ալվար) یک روستا در ارمنستان است که در استان شیراک واقع شده‌است. آلوار در ۴۴ کیلومتری شمالغرب گیومری، مرکز استان شیراک واقع شده است.

## خصوصیات
آلوار ۱۶۸ نفر جمعیت دارد و در ارتفاع ۱۹۸۰ متر بالاتر از سطح دریا قرار گرفته است.